# Saint-Rémy (Saona i Loira)
Saint-Rémy és un municipi francès situat al departament de Saona i Loira i a la regió de Borgonya - Franc Comtat. L'any 2009 tenia 5.921 habitants.

## Història
| Data d'elecció                           | Identitat    | Partit | Qualitat |
| ---------------------------------------- | ------------ | ------ | -------- |
| 2001-                                    | Pierre Jacob | PS     |          |
| les dades anteriors no són pas conegudes |              |        |          |
|                                          |              |        |          |

## Demografia
| A partir de 1990: Població sense dobles comptes |